# 狼人生死恋
《狼人生死戀》（英語：Wolf）是一部美國驚悚浪漫愛情片，由迈克·尼科尔斯執導。

## 外部連接
- 互联网电影数据库（IMDb）上《狼人生死戀》的资料（英文）
- AllMovie上《狼人生死戀》的资料（英文）
- Box Office Mojo上《狼人生死戀》的資料（英文）
- 爛番茄上《狼人生死戀》的資料（英文）